# Je t'adore
Je t'adore ("Eu adoro-te") foi a canção que representou a Bélgica no Festival Eurovisão da Canção 2006 que teve lugar em Atenas, capital da Grécia, em 18 de maio desse ano.
A referida canção foi interpretada em inglês e francês por Kate Ryan. Foi a sétima canção a ser interpretada na noite da 1ª semi-final e a 999ª canção da história do Festival Eurovisão da Canção, depois da canção da Albânia "Zjarr e ftohtë" e antes da canção da Irlanda "Every Song Is a Cry for Love". Terminou a competição em 12.º lugar tendo recebido 69 pontos, não conseguindo passar à final. Kate Ryan era uma das grandes favoritas, e o seu "fracasso" na semifinal provocou um grande impacto na imprensa nacional. Inclusivamente acusaram a organização do festival de cortar de propósito o clímax da canção (naquele momento, uma falha técnica causou problemas na imagem por dois segundos).
Durante as votações na final, a porta voz belga levava escrito um cartaz a dizer "We love Kate Ryan", o que provocou aplausos do público presente na arena em Atenas.

## Letra
A canção em si é uma canção de amor em estilo disco, com Ryan a expressar o seu amor e ocasionalmente cantando em francês as palavras "je t'adore".

## Faixas e formatos
| CD Single da Bélgica |                               |         |  |
| N.º                  | Título                        | Duração |  |
| 1.                   | "Je t'adore (Eurovision mix)" | 3:03    |  |
| 2.                   | "Driving Away (Edição rádio)" | 3:42    |  |

| CD Single da Alemanha |                                    |         |  |
| N.º                   | Título                             | Duração |  |
| 1.                    | "Je t'adore (Versão principal)"    | 4:08    |  |
| 2.                    | "Je t'adore (Eurovision mix)"      | 3:03    |  |
| 3.                    | "Je t'adore (Versão extensa)"      | 5:56    |  |
| 4.                    | "Je t'adore (J-D alternative mix)" | 3:24    |  |
| 5.                    | "Driving Away (Edição rádio)"      | 3:40    |  |
| 6.                    | "Je t'adore (Videoclip)"           |         |  |

## Versões oficiais e remixes
- "Je T'Adore" (Versão principal)
- "Je T'Adore" (Versão francesa)
- "Je T'Adore" (J-D alternative mix)
- "Je T'Adore" (Eurovision mix)
- "Je T'Adore" (Edição rádio)
- "Je T'Adore" (Extended mix)

## Desempenho

### Posição nas Paradas
| País                                           | Melhor posição |
| ---------------------------------------------- | -------------- |
| Áustria (Ö3 Austria Top 75)                    | 38             |
| Bélgica (Ultratop 50 de Flandres)              | 1              |
| Bélgica (Ultratop 50 da Valônia)               | 11             |
| República Checa (Rádio Top 100)                | 21             |
| O campo songid é OBRIGATÓRIO PARA PARADA ALEMÃ | 26             |
| IFPI Grécia                                    | 16             |
| Países Baixos (Single Top 100)                 | 21             |
| Polónia (Polish Music Charts)                  | 1              |
| Suécia (Sverigetopplistan)                     | 21             |
| Suíça (Schweizer Hitparade)                    | 65             |